# Süderende
Süderende település Németországban, Schleswig-Holstein tartományban. Lakosainak száma 185 fő (2023. december 31.). Süderende Oldsum és Dunsum községekkel határos.

## Fekvése
Föhr szigetén fekvő település.

## Népesség
A település népességének változása:
| Lakosok száma | 182  | 182  | 174  | 177  | 185  |
|               | 2018 | 2019 | 2021 | 2022 | 2023 |